# Volitve v Sloveniji
Volitve v Sloveniji so zagotovljene z Ustavo Republike Slovenije, na katerih lahko sodelujejo volilni upravičenci (vsi državljani Slovenije, ko dopolnijo 18 let) ter tako sodelujejo v politiki Slovenije.
Izvedba volitev je v pristojnosti Državne volilne komisije.

## Predsedniške volitve
Predsednik Republike Slovenije je izvoljen na neposrednih, splošnih in tajnih volitvah, ki so razpisane na vsakih 5 let oz. v primeru smrti predsednika 15 dni po smrti. Za predsednika republike je kandidat izvoljen z večino veljavnih glasov.

### Dosedanje volitve
| Volitve | Zmagovalec        | Udeležba v % | Udeležba v % |
| Volitve | Zmagovalec        | 1. krog      | 2. krog      |
| ------- | ----------------- | ------------ | ------------ |
| 1992    | Milan Kučan       | 85,84        | /            |
| 1997    | Milan Kučan       | 68,65        | /            |
| 2002    | Janez Drnovšek    | 48,24        | 41,95        |
| 2007    | Danilo Türk       | 57,67        | 58,46        |
| 2012    | Borut Pahor       | 48,41        | 42,41        |
| 2017    | Borut Pahor       | 44,24        | 42,13        |
| 2022    | Nataša Pirc Musar | 51,74        | 53,60        |

## Državnozborske volitve
Na državnozborskih volitvah volivci v državni zbor izvolijo 90 poslancev. Mandati za poslanske sedeže se delijo po proporcionalnem sistemu. Redne volitve potekajo vsaka 4 leta, če se državni zbor razpusti pred potekom štiriletne mandatne dobe, pa se razpišejo predčasne volitve.

### Kandidiranje
Listo s kandidati za poslance lahko predlaga politična stranka ali skupina ljudi. Stranka lahko liste vloži v vseh volilnih enotah, če jih s podpisi podprejo vsaj trije poslanci. V posamezni volilni enoti jo lahko vloži, če zbere podpise 100 volilcev s stalnim prebivališčem v tej volilni enoti, ali 50, če so listo določili člani stranke, ki imajo prav tako stalno prebivališče v tej volilni enoti. Listo lahko s podpisi vloži tudi skupina najmanj 1.000 volivcev s stalnim prebivališčem v volilni enoti, v kateri vlagajo listo.
Kandidat lahko kandidira tudi v dveh volilnih okrajih, če sta okraja v isti volilni enoti in v obeh kandidira kot del iste liste.
Kandidate za poslance italijanske oziroma madžarske skupnosti s podpisi določijo volivci, ki pripadajo tej skupnosti. Kandidata morajo s podpisi podpreti najmanj 1,5% vseh volilnih upravičencev skupnosti. 
Na listi na nivoju volilne enote noben spol ne sme predstavljati manj kot 35% skupnega števila kandidatov, razen če listo sestavljajo le trije kandidati. V tem primeru mora biti na listi vsaj en predstavnik vsakega spola.

### Volilne enote in okraji
V namene volitev v državni zbor je Slovenija razdeljena na 8 volilnih enot (in dve posebni za narodni skupnosti), vsaka izmed njih pa nadalje na 11 volilnih okrajev. Ker je na volitvah iz večine okrajev izvoljen en poslanec, ustava pa določa, da mora biti en poslanec izvoljen na približno enako število volivcev, morajo biti volilni okraji približno enakih velikosti. Leta 2021, po sprejetju novele zakona o določitvi volilnih enot, bila povprečna velikost volilnega okraja 19.358 volivcev. Najmanjši volilni okraj je imel 29.705 v prebivalcev, največji pa 12.660 – razmerje 1 proti 2,3. Vsaka svojo volilno enoto imata tudi italijanska in madžarska narodna manjšina.
Volilni okraji odločijo, kateri kandidati na listi bodo izvoljeni, vendar pa kandidati niso voljeni po volilnih okrajih – okraji nimajo vpliva na to, koliko mandatov bo lista prejela. Volilne enote pa igrajo osrednjo vlogo tudi pri delitvi mandatov med listami.
Zakon določa naslednje volilne enote:
- VE1 Kranj
- VE2 Postojna
- VE3 Ljubljana Center
- VE4 Ljubljana Bežigrad
- VE5 Celje
- VE6 Novo mesto
- VE7 Maribor
- VE8 Ptuj
- VE9 Koper (za italijansko narodno manjšino)
- VE10 Lendava (za madžarsko narodno manjšino)

### Volilni prag
Volilni prag za vstop v parlament je 4%.

### Volilni sistem
Mandate se razdeljuje na dveh nivojih: najprej na nivoju volilnih enot, tiste ki niso bili razdeljeni na ta način, pa na nivoju države. 

#### Prva delitev mandatov
V vsaki volilni enoti se število oddanih glasov deli s številom, ki je za ena večje od števila mandatov v volilni enoti: 11 mandatov + 1 = 12. To je “Droopov količnik”, število glasov, potrebno za pridobitev enega mandata. Vsaka lista prejme toliko mandatov, kolikorkrat je presegla količnik. V volilni enoti, kjer bi bilo oddanih 180.000 glasov, bi bil Droopov količnik 180.000/12 = 15.000. Stranka s 40.000 glasovi v tej enoti bi dvakrat presegla količnik, 10.000 glasov pa bi imela na nivoju te volilne enote viška (40.000 = 2 × 15.000 + 10.000).

#### Druga delitev mandatov
Mandate, ki niso bili razdeljeni na nivoju volilnih enot, se nato razdeli na nivoju države. V ta namen se uporabi d’Hondtov sistem: za vsako listo se iz skupnega števila glasov, ki jih je osvojila na nivoju države, ustvari 88 količnikov (toliko, kolikor poslanskih mest je na voljo). Prvi količnik se dobi tako, da se glasove deli z 1, drugega tako, da se glasove deli z 2, in tako naprej do 88. količnika, ko se glasove deli z 88. 
Med vsemi dobljenimi količniki vseh list se nato poišče 88 največjih količnikov in se prešteje, koliko izmed njih pripada posamezni listi – toliko mandatov bi pripadlo listi, če bi se ti razdeljevali izključno na ravni države. Mandate, ki so še ostali po razdeljevanju na ravni volilnih enot, se sedaj razdeli tako, da vsaka lista prejme še toliko dodatnih mandatov, da je skupno število mandatov, prejetih na ravni volilnih enot + število dodatnih mandatov = število mandatov, ki bi jih lista dobila, če bi se mandati razdeljevali na nivoju države.
Te dodatni mandati se listam dodelijo v tistih volilnih enotah, kjer je razmerje med viškom glasov in Droopovim količnikom največje, torej tam, kjer je bila lista najbližje temu, da bi že na ravni volilnih enot dobila še en mandat. Kandidate se iz volilnih okrajev nato voli po enakem postopku kot pri prvi fazi delitve mandatov (glej naslednje podpoglavje).
Primer uporabe d'Hondtovega sistema: recimo, da je na nekih volitvah glasove oddalo 100.000 volivcev, glasovalo se je za tri stranke, razdeljevalo pa se je 5 mandatov za sedeže. Spodnja tabela prikazuje delovanje sistema. Številka v oklepaju kaže vrstni red količnika med vsemi, po velikosti razporejenimi količniki. Vsak izmed prvih petih največjih količnikov prinese mandat stranki, na podlagi rezultatov katere je bil izračunan. Kjer se v tabeli pojavijo "...", količnikov ni bilo treba računati, saj so bili vsi mandati razdeljeni, še preden bi ti količniki postali relevantni.
| Stranka | Število glasov | Delež glasov | Prvi količnik        | Drugi količnik        | Tretji količnik       | Četrti količnik       | Peti količnik | Sedeži | Delež sedežev |
| ------- | -------------- | ------------ | -------------------- | --------------------- | --------------------- | --------------------- | ------------- | ------ | ------------- |
| A       | 60.000         | 60%          | 60.000/1= 60.000 (1) | 60.000/2 = 30.000 (2) | 60.000/3 = 20.000 (4) | 60.000/4 = 15.000 (5) | ...           | 4      | 80%           |
| B       | 28.000         | 28%          | 28.000/1= 28.000 (3) | 28.000/2 = 14.000     | ...                   | ...                   | ...           | 1      | 20%           |
| C       | 12.000         | 12%          | 12.000/1= 12.000     | ...                   | ...                   | ...                   | ...           | 0      | 0%            |
| Skupaj  | 100.000        | 100%         |                      |                       |                       |                       |               | 5      | 100%          |

#### Izvoljeni kandidati
Iz liste v volilni enoti je izvoljenih toliko kandidatov, kolikor mandatov je v volilni enoti dobila lista. Vrstni red, po katerem so znotraj liste izvoljeni kandidati, je določen na podlagi deleža glasov, ki so jih dobili v svojih volilnih okrajih. Kandidat liste, ki je v svojem okraju dobil večji delež glasov, kot katerikoli drugi kandidat na isti listi v svojem, je iz liste izvoljen prvi, in tako naprej. Pri kandidatu, ki je kandidiral v dveh okrajih, se gleda delež glasov, ki jih je dobil v obeh okrajih skupaj.
Lahko se zgodi, da v nekem volilnem okraju kandidat nobene izmed list ni bil dovolj uspešen v primerjavi s kandidati iste liste v drugih volilnih okrajih, da bi prišel na vrsto za izvolitev, preden listi zmanjka mandatov. V tem primeru iz tega volilnega okraja ni izvoljen noben poslanec. Po drugi strani pa se lahko zgodi, da so v okraju kandidati več list zelo uspešni v primerjavi s kandidati istih list drugod; v tem primeru bo iz tega okraja prišel več kot en poslanec.

### Meje za upravičenost do proračunskih sredstev in povračila stroškov kampanje
Stranke so upravičene do sredstev iz državnega proračuna, če njihovi kandidati skupaj v državi dosežejo 1 odstotek glasov. Če sta neko listo kandidatov skupaj sestavili dve stranki, se meja glasov dvigne na 1,2 odstotka, če tri ali več strank, pa na 1,5 odstotkov.
Vse te stranke so upravičene do enakih deležev 25 odstotkov proračuna. Nadaljnjih 75 odstotkov se razdeli proporcionalno glede na delež glasov, ki so jih liste strank prejele na volitvah. Če stranke s skupnimi listami niso sprejele internih dogovorov o delitvi sredstev, se sredstva iz drugega dela delitve med njih razdelijo v enakih deležih. 
Leta 2021 se je za ta način financiranja strank porabilo 2.537.147 evrov, SDS, do največjega deleža je bila upravičena SDS, ki je prejela 546.508,22 evra, do najmanjšega pa Zeleni Slovenije, ki so prejeli 70.552,20 evra.
Če lista dobi mandat, se organizatorjem volilne kampanje za to listo povrnejo stroški v višini 0,33 evra za vsak glas tej listi (do največ celotnih stroškov kampanje). Če lista ne dobi mandata, vendar osvoji vsaj 2 odstotka glasov na nivoju države ali pa vsaj 6 odstotkov glasov na nivoju neke volilne enote, pa se organizatorjem volilne kampanje za to listo povrnejo stroški v višini 0,17 evra za vsak glas tej listi v državi oziroma volilni enoti.

### Dosedanje volitve
Dosedanje volitve: 
- 1992,
- 1996,
- 2000,
- 2004,
- 2008,
- 2011,
- 2014,
- 2018,
- 2022.

## Lokalne volitve
Lokalne volitve so volitve, ki potekajo le na določenemu ozemlju Slovenije (po navadi na ozemlju občine); na njih občani volijo svoje predstavnike za župane, občinski zbor, mestni zbor, ...
Dosedanje volitve: 1994, 1998, 2002, 2006, 2010, 2014, 2018, 2022.

## Evropske volitve
Evropske volitve so volitve slovenskih evroposlancev oz. slovenskih predstavnikov v Evropskem parlamentu.

### Dosedanje volitve
Dosedanje volitve: 2004, 2009, 2014, 2019, 2024.

## Referendumi
Referendum je odločanje volilnih upravičencev o referendumskem vprašanju. V Sloveniji se razlikuje med ustavnorevizijskimi, zakonodajnimi referendumi in referendumi o ustanovitvi občine. Rezultati vseh so obvezujoči, razen kadar se razpiše predhoden posvetovalni referendum na državni ali lokalni ravni. Referendumi so lahko splošni
| veljajo za celotno Slovenijo ali pa lokalni
| poteka le na določenem ozemlju.
Leta 2013 je Državni zbor Republike Slovenije sprejel ustavna dopolnila, s katerimi je odpravil pravico poslancev Državnega zbora in svetnikov Državnega sveta predlagati referendum ter prvič uvedel kvorum - prag 20 odstotkov volilnih upravičencev, nad katerim bo referendum veljaven.